# Jeanperrin

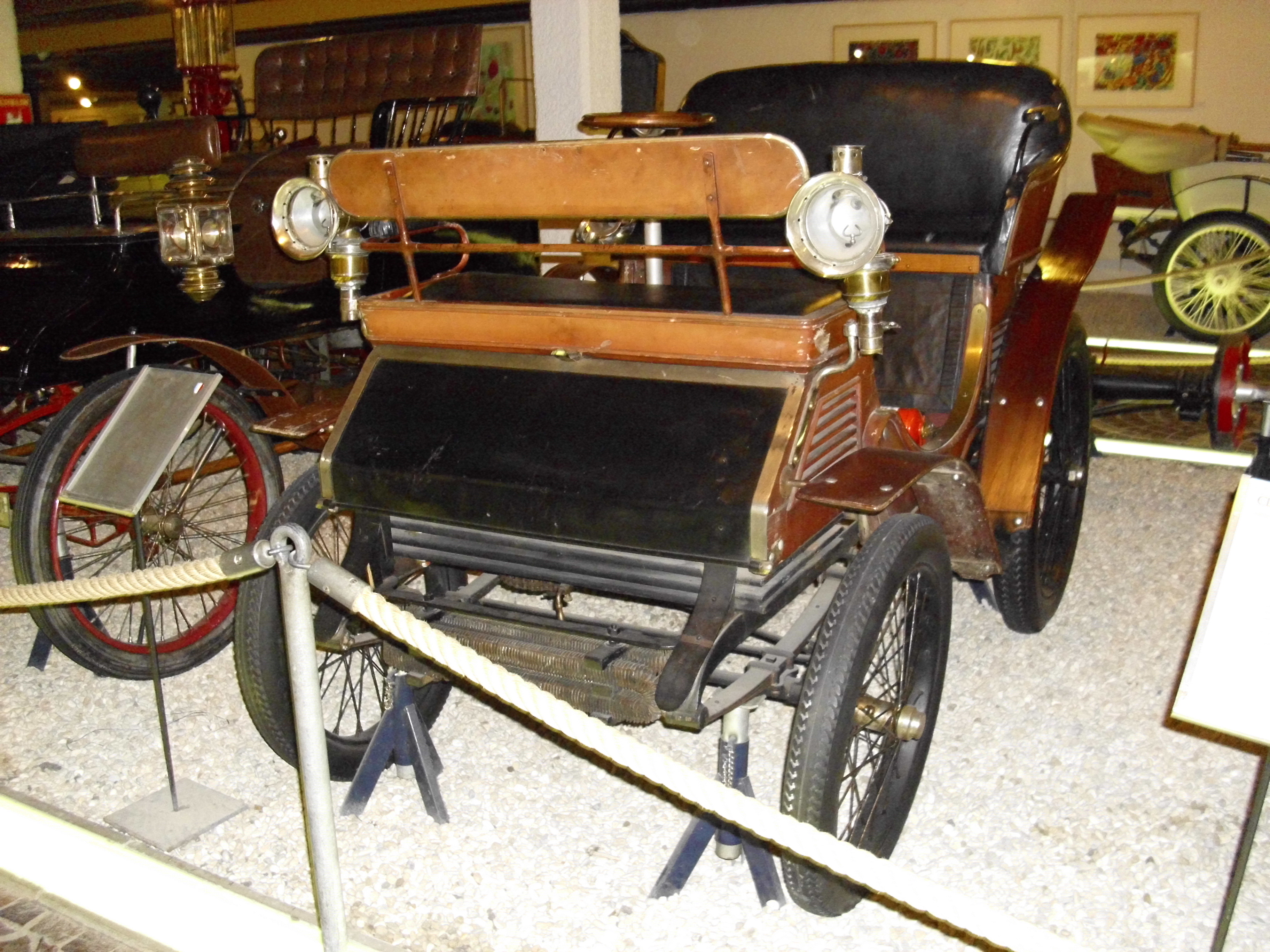
Jeanperrin von 1899

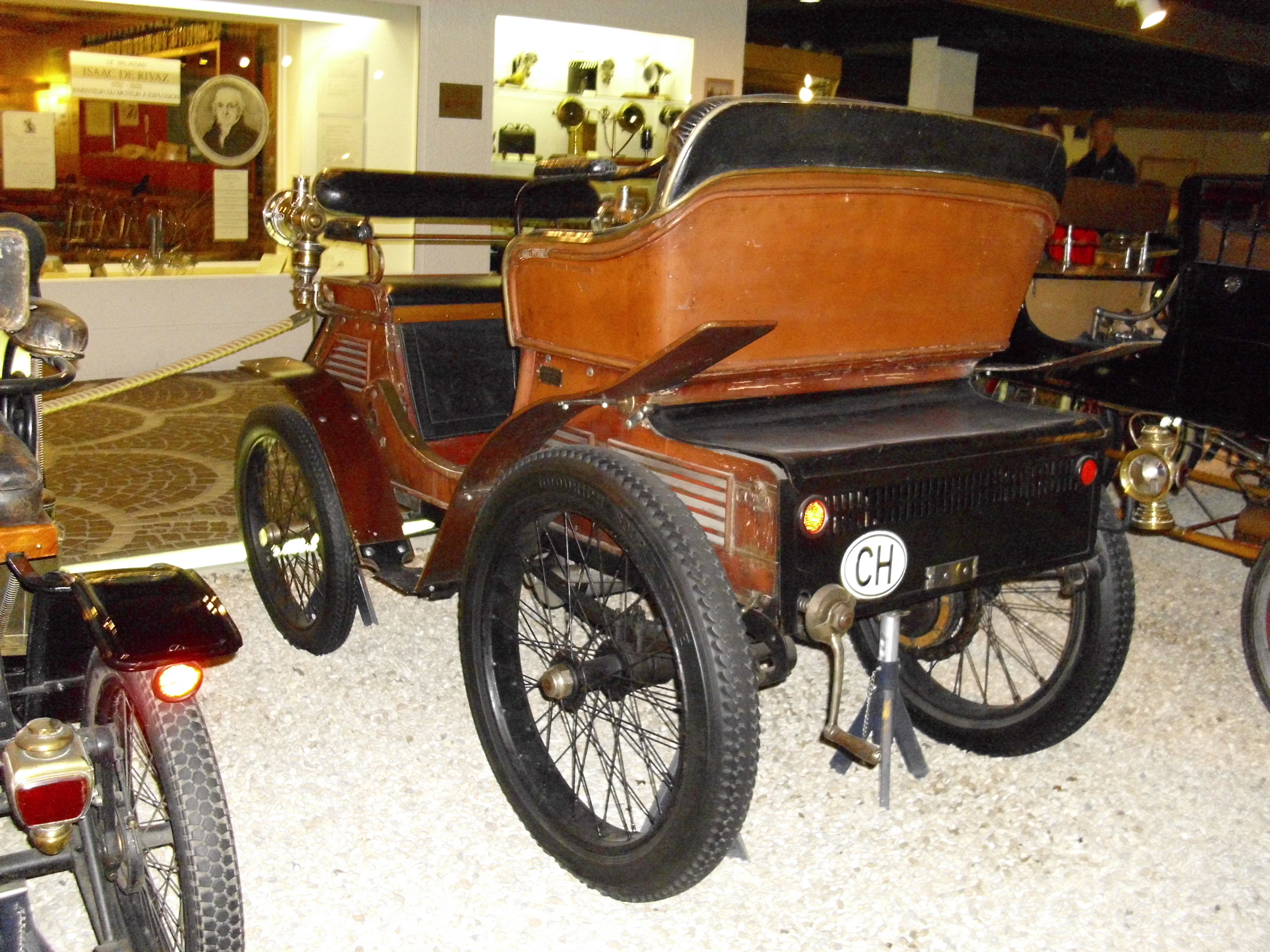
Jeanperrin von 1899

Jeanperrin Frères war ein französischer Hersteller von Fahrrädern, Motorrädern und Automobilen.

## Unternehmensgeschichte
Louis Jeanperrin gründete das Unternehmen in den 1880er Jahren in Glay. 1890 begann die Produktion von Fahrrädern. Ab 1892 wurden Motorräder und ab 1894 Automobile hergestellt. 1904 endete die Kraftfahrzeugproduktion. Im Januar 1905 starb Louis Jeanperrin, und sein Sohn führte das Unternehmen weiter. 1910 wurde das Unternehmen aufgelöst.

## Fahrzeuge
Es gab ein Motorradmodell mit einem Zweitaktmotor mit 280 cm³ Hubraum und 2 PS Leistung. Die Automobile waren mit Einzylindermotoren ausgestattet. Es gab die Karosserieform Vis-à-vis.
Ein Automobil dieses Herstellers ist im Automuseum der Fondation Gianadda in Martigny ausgestellt. Ein weiteres stand in einem Automuseum in Muriaux, und nach Angaben dieses Museums existiert ein drittes Fahrzeug in den USA.